# Wiktoryn Adam Kuczyński
Wiktoryn (Wiktor) Adam Kuczyński herbu Ślepowron (ur. 23 grudnia 1731, zm. 31 grudnia 1803) – członek Generalności konfederacji barskiej w 1771 roku, marszałek ziemi mielnickiej w konfederacji barskiej, szambelan Stanisława Augusta Poniatowskiego w 1765 roku, chorąży drohicki w latach 1783]–1794, stolnik drohicki w latach 1766–1783, podstoli drohicki w latach 1756–1766, miecznik drohicki w latach 1752–1756.
Poseł na sejm 1762 roku. Poseł na sejm 1782 roku z ziemi drohickiej.
Odznaczony Orderem Świętego Stanisława w 1791 roku.